# Huttenschloss Bad Soden

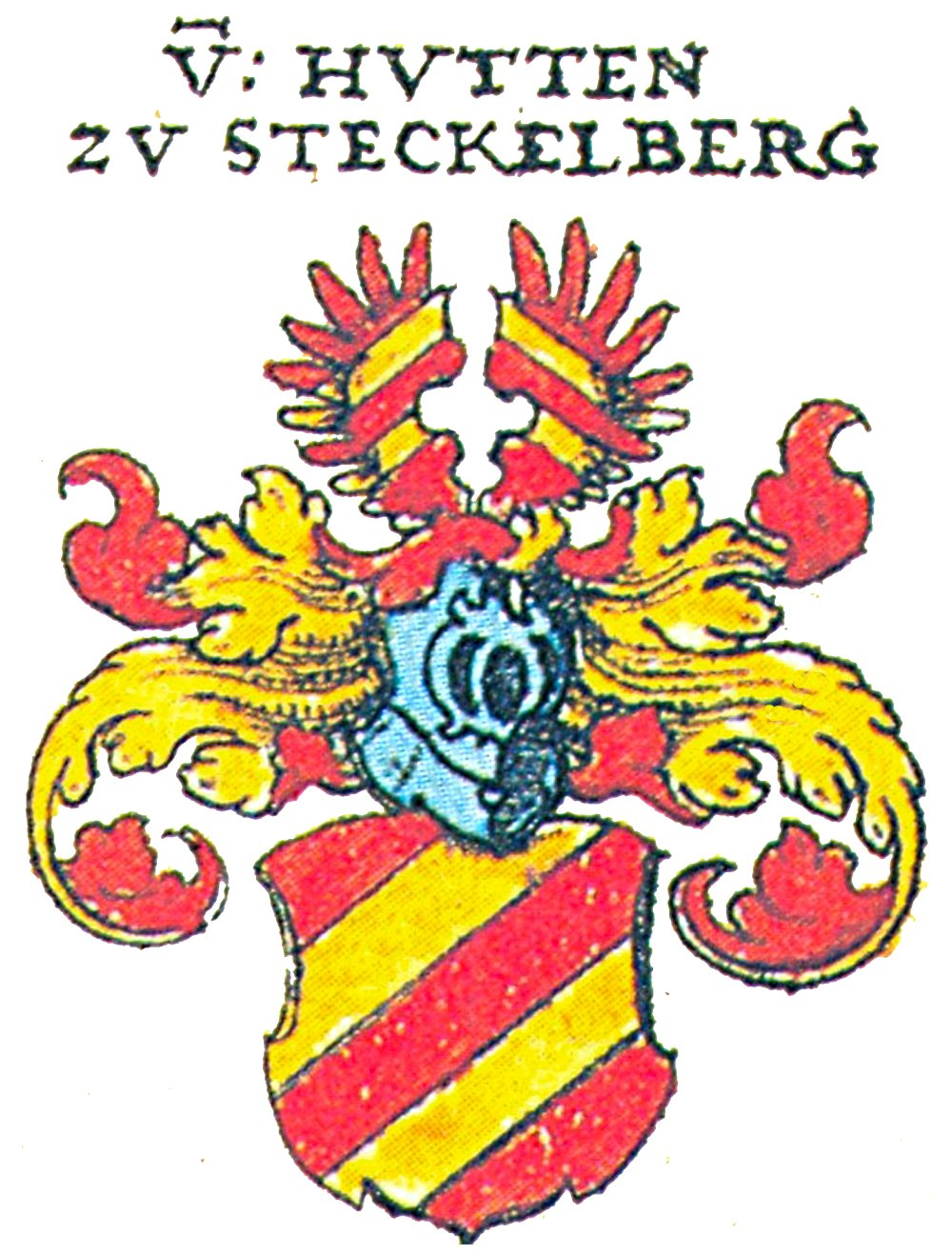
Wappen derer von Hutten zu Steckelberg

Das Huttenschloss ist eine Niederungsburg auf etwa 160 m ü. NHN im Stadtteil Bad Soden von Bad Soden-Salmünster (Main-Kinzig-Kreis, Hessen).

## Geschichte
Das Huttenschloss ist das wichtigste historische Gebäude der Talsiedlung Bad Sodens. Es wurde um 1536 von Lukas von Hutten (aus der Linie Hutten-Stolzenberg) und seiner Frau Apollonia von Frankenstein († 1540) erbaut, nachdem sie ihre ursprüngliche Residenz, auf der Burg Stolzenberg verloren hatten. Es wurde bis 1814 kontinuierlich von verschiedenen Linien der Familie bewohnt. Lukas von Huttens Großneffe Johann erweiterte den Erstbau durch einen Seitenflügel (datiert 1594) und einen Marstall (1599). 
Nach Aussterben der Linie von Hutten, im Jahre 1819, wechselten die Besitzverhältnisse. Zunächst erwarb Jean Pierre Dupré (1762–1848), ein Holzhändler aus der Rheinpfalz das Schloss. 1875 errichtete Georg Vitriarius, der die Nutzungsrechte über die revitalisierten Solequellen der Stadt besaß, eine erste private Badeanstalt Bad Sodens, im Souterrain des Schlosses. Das salzhaltige Heilwasser wurde in Holzfässern von den Quellen zum Schloss transportiert. 1901 wurde es an den Garnfabrikanten Johann Adolf Krafft aus Offenbach verkauft. Dieser modernisierte es, baute es als Sommerresidenz für seine Familie um und ergänzte es durch einen englischen Landschaftspark.

## Heutige Nutzung
Im 20. Jahrhundert befand sich das Huttenschloss im Besitz verschiedener Unternehmer. In Zukunft soll im Umfeld der Anlage, laut Planungen der Stadt, ein neues Wohngebiet entstehen. Derzeit wird das Huttenschloss bereits für eine Wohnnutzung umgebaut.

## Anlage
Das Huttenschloss ist ein spätmittelalterlicher Bau mit Erkern, hohem Staffelgiebel und Treppenturm.